# Anacoracidae
Anacoracidés
Famille
Genres de rang inférieur
Synonymes
- † Squalicoracidae Patterson, 1967
- † Ptychocoracidae Herman & Van Waes, 2012[2]

Les anacoracidés (Anacoracidae) forment une famille éteinte de requins lamniformes dont les représentants ont vécu durant le Crétacé. Il comprend quatre genres valides : Nanocorax (en), Ptychocorax (en), Scindocorax (en) et Squalicorax. Deux genres précédemment inclus, Galeocorax (en) et Pseudocorax, ont été réaffectés à la famille des Pseudocoracidae (en).